# Club de Velas de Rosario
El Club de Velas de Rosario es un club náutico ubicado en Rosario, Provincia de Santa Fe (Argentina), a orillas del río Paraná.

## Historia
Fue fundado el 13 de abril de 1963 y su actividad deportiva se formó con las flotas de Snipe, Laser y Optimist. En 2000 organizó el Campeonato del Hemisferio Occidental y Oriente de la clase Snipe.

## Flotas
En la actualidad tiene flotas activas en:
- Snipe
- Laser
- Optimist
- Formula 18 (catamarán)
- 29er
- Performance Handicap Racing Fleet (PHRF)

## Deportistas
Cristian Noé ganó el Campeonato de América del Sur de la clase Snipe en tres ocasiones (1997, 1999 y 2001)